# الهولوكوست في بلجيكا

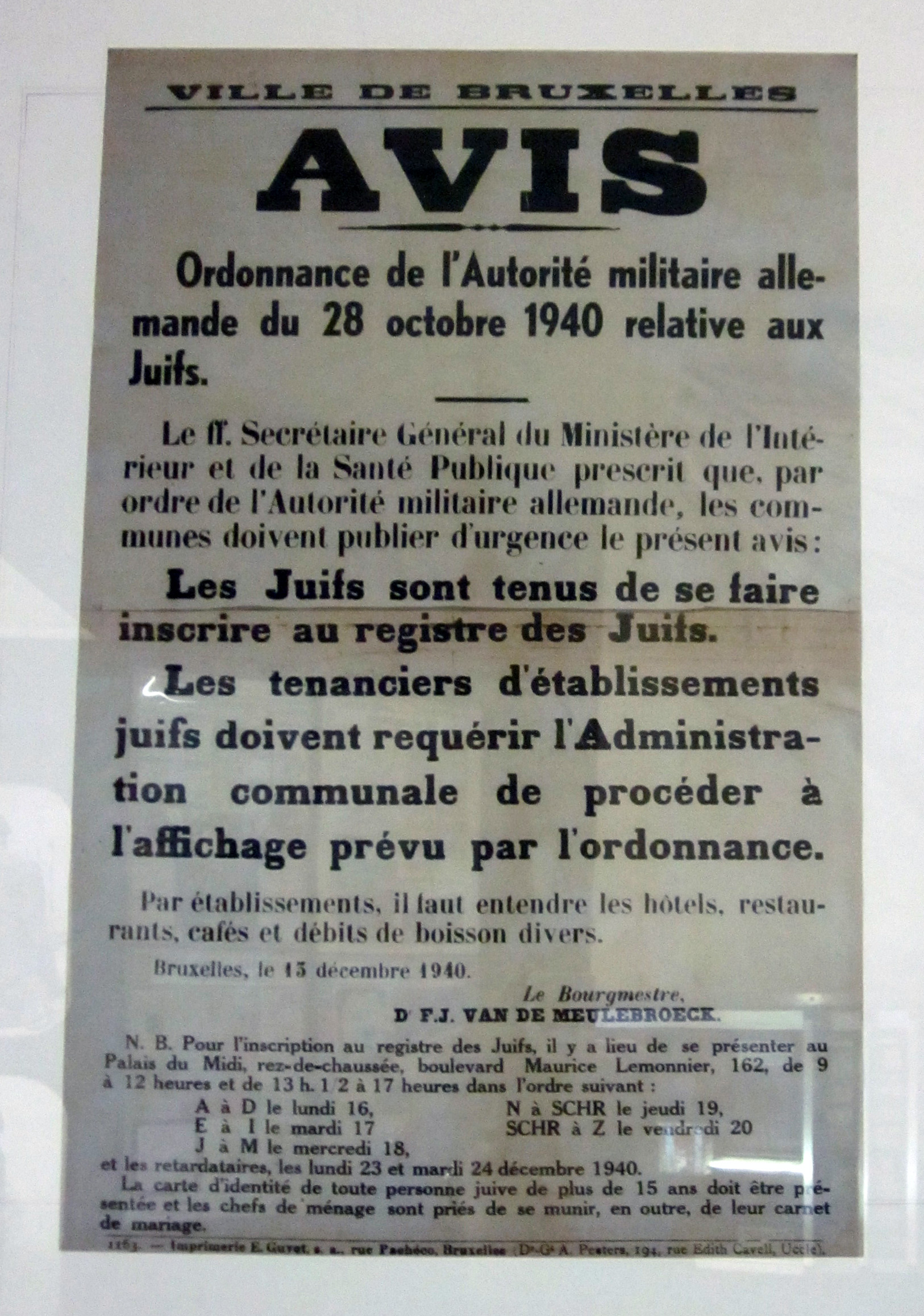

الهولوكوست في بلجيكا هي أعمال نزع ملكية، ونفي، وقتل اليهود وشعوب الرّوما في بلجيكا التي احتلتها ألمانيا أثناء الحرب العالمية الثانية. قُتل نحو 24 ألف يهودي من بين 75 ألف يهودي كانوا في البلاد عام 1940.
في بداية الحرب، كان معظم سكان بلجيكا من الكاثوليك، وشكل اليهود أكبر عدد من السكان غير المسيحيين في البلاد، إذ تراوح عددهم بين 70 و75 ألف نسمة من أصل 8 ملايين نسمة. عاش معظمهم في أنتويرب، وبروكسل، وشارلوروا، ولياج. كان معظمهم من المهاجرين الجدد إلى بلجيكا الذين فروا من الاضطهاد في ألمانيا وأوروبا الشرقية، ونتيجة لهذا فإن أقلية صغيرة منهم فقط كانت تملك الجنسية البلجيكية بالفعل.
بعد غزو بلجيكا بفترة وجيزة، أقرت الحكومة العسكرية سلسلة من القوانين المناهضة لليهود في أكتوبر 1940. رفضت لجنة الأمناء البلجيكية منذ البداية التعاون بشأن إصدار أي تدابير مناهضة لليهود، وبدت الحكومة العسكرية غير راغبة في تمرير المزيد من التشريعات. بدأت الحكومة الألمانية في الاستيلاء على الشركات المملوكة لليهود، وأجبرتهم على ترك مناصبهم في الخدمة المدنية. في إبريل 1941، قام المتعاونون الفلمنكيون، دون أوامر من السلطات الألمانية، بنهب معبدين يهوديين في أنتويرب، وحرق منزل كبير حاخامات المدينة في مذبحة أنتويرب. أنشأ الألمان وكالة خاصة لإدارة شؤون اليهود في البلاد، وهي جمعية اليهود في بلجيكا، وكان لزامًا على جميع اليهود الانضمام إليها. كجزء من خطة الحل الأخير لعام 1942، تصاعد اضطهاد اليهود البلجيكيين. منذ مايو 1942، أُجبر اليهود على ارتداء شارات نجمة داوود الصفراء لتمييزهم عن بقية السكان. بدأ الألمان في ترحيل اليهود إلى معسكرات الاعتقال في بولندا، مستعينين بذلك بقوائم التسجيل التي جمعتها جمعية اليهود في بلجيكا. طولب اليهود الذين اختيروا من القوائم بالوصول إلى مخيم كازيرن دوسين المنشأ حديثًا؛ ثم رُحّلوا بالقطار إلى معسكرات الاعتقال، ومعظمهم إلى معسكر أوشفيتز بيركينو. في الفترة من أغسطس 1942 إلى يوليو 1944، رُحّل نحو 25 ألف يهودي و 350 من الغجر (الرّوما) من بلجيكا؛ وقُتل أكثر من 24 ألف شخص قبل أن يُحرر الحلفاء المخيمات.
منذ عام 1942، ازدادت المعارضة بين عامة السكان على الطريقة التي يُعامل بها اليهود في بلجيكا. بحلول نهاية الاحتلال، كان أكثر من 40% من اليهود في بلجيكا مختبئين؛ اختبئ كثير منهم عند غير اليهود خاصة القساوسة والراهبات الكاثوليك. ساعدت المقاومة المنظمة بعضهم، مثل لجنة الدفاع عن اليهود، التي قدمت الطعام والملاجئ لتخبئتهم. انضم عدد من اليهود المختبئين إلى المقاومة المسلحة. في إبريل 1943، هاجم أعضاء من لجنة الدفاع عن اليهود المقطورة العشرين المتجهة إلى معسكر أوشفيتز بيركينو ونجحوا في إنقاذ بعض أولئك الذين جرى ترحيلهم.

## خلفية

### الدين ومعاداة السامية
قبل الحرب، كان معظم سكان بلجيكا من الكاثوليك، وحوالي 98% منهم معمّدين، و80% من حفلات الزواج كانت تقام وفق مراسم كاثوليكية تقليدية، وكذلك كان الحزب الكاثوليكي مسيطرًا على البلد سياسيًا.
كان عدد اليهود في بلجيكا صغيرًا نسبيًا، إذ أنه من بين تعداد السكان البالغ 8 ملايين نسمة، كان هناك 10 آلاف يهودي فقط في البلاد قبل الحرب العالمية الأولى. شهدت فترة ما بين الحربين هجرة أعداد كبيرة من اليهود إلى بلجيكا. بحلول عام 1930، ارتفع عدد السكان إلى 50 ألف نسمة، بحلول عام 1940 كان عدد السكان اليهود يتراوح بين 70 - 75 ألف نسمة. جاء معظم المهاجرين اليهود الجدد من أوروبا الشرقية وألمانيا النازية هربًا من معاداة السامية، والفقر في بلادهم. بلغ عدد الغجر (الرّوما) في بلجيكا في الوقت نفسه حوالي 530 نسمة. طالب عدد قليل من المهاجرين اليهود بالجنسية البلجيكية، وكان العديد منهم لا يتحدثون الفرنسية أو الهولندية. نمت المجتمعات اليهودية في بروكسل، وشارلوروا، ولياج، وأنتويرب بشكل خاص، حيث عاش أكثر من نصف اليهود في بلجيكا.
شهدت فترة ما بين الحربين نموًا في شعبية أحزاب النظام الجديد الفاشية في بلجيكا، والتي تمثلت بالحزب الوطني الفلمنكي، وفيرداناسو في فلاندرز، وحزب ركسست في فالونيا. أراد الحزبين الفلمنكيين إنشاء ما يسمى «الدولة الهولندية الكبرى» الخالية من اليهود. أما حزب ريكسست، الذي استندت أيديولوجيته على الفاشية المسيحية، فكان معاديًا للسامية بشكل خاص. رفع الحزب الوطني الفلمنكي، وحزب ريكسست شعارات معادية للسامية في انتخابات عام 1938. أدانت السلطات البلجيكية رسميًا هذا الموقف، بيد أنه اشتبه في أن شخصيات بارزة من بينها الملك ليوبولد الثالث كانت قد اتخذت مواقف مشابهة حول معاداة السامية. منذ يونيو 1938، رُحّل المهاجرون اليهود غير الشرعيين الذين اعتقلتهم الشرطة البلجيكية إلى ألمانيا، إلى أن أوقفت الإدانة العامة هذه الممارسة بعد ليلة البلور في نوفمبر 1938. بين عام 1938 وبداية الحرب، ومع تراجع نفوذ الأحزاب الفاشية في بلجيكا، بدأت البلاد في احتواء المزيد من اللاجئين اليهود، بما في ذلك 215 يهوديًا من عابرة المحيطات موتورشيف سانت لويس، الذين رُفضت تأشيراتهم في أماكن أخرى.

### الغزو والاحتلال الألماني
في فترة ما بين الحربين، اتبعت بلجيكا سياسة الحياد السياسي بشكل صارم. على الرغم من تعبئة الجيش البلجيكي عام 1939، إلا أنه لم يشارك إلا في الحرب التي اندلعت في 10 مايو 1940 عندما غزت ألمانيا النازية بلجيكا. بعد حملة عسكرية استمرت 18 يومًا، استسلم الجيش البلجيكي، إلى جانب القائد العام له الملك ليوبولد الثالث في 28 مايو. جُمعت بلجيكا مع مقاطعة نور با دو كاليه الفرنسية تحت إدارة الجيش الألماني في بلجيكا وشمال فرنسا. (بالألمانية: Militärverwaltung in Belgien und Nordfrankreich). سقطت بلجيكا في البداية تحت سيطرة الفيرماخت (القوات المسلحة الألمانية) لأنها كانت تحت احتلال عسكري، وليس تحت سيطرة الحزب النازي أو قوات شوتزشتافل. في يوليو 1944، حل محل الإدارة العسكرية إدارة مدنية (بالألمانية: Zivilverwaltung)، الأمر الذي أدى إلى زيادة كبيرة في قوة الحزب النازي ومنظمات شوتزشتافل، حتى تحرير الحلفاء للبلاد في سبتمبر 1944.

## الهولوكوست

### التمييز والاضطهاد المبكر، 1940-41
في 23 أكتوبر 1940، اعتمدت الإدارة العسكرية الألمانية لأول مرة تشريعات مناهضة لليهود. تزامنت القوانين الجديدة، المشابهة لقوانين نورمبرغ التي اعتمدت في ألمانيا عام 1935، مع اعتماد تشريعات مماثلة في هولندا وفرنسا. منعت قوانين 28 أكتوبر اليهود من ممارسة بعض المهن والوظائف (بما فيها وظائف الخدمة المدنية)، وأجبرتهم على التسجيل في بلداتهم المحلية. في التاريخ نفسه، أعلنت الإدارة الألمانية تعريفًا لمن اعتبر يهوديًا. كان يجب أن تُميّز المحلات التجارية أو الشركات اليهودية بعلامة في النافذة، كما وجب تسجيل الأصول الاقتصادية المملوكة لليهود. منذ يونيو 1940، وُضعت قائمة بالأعمال التجارية اليهودية في لياج.
في عام 1940 بدأت الحكومة الألمانية في تصفية الشركات اليهودية، ونقل بعضها إلى الملكية الألمانية في عملية أطلق عليها اسم «أريانزيشن» (بالإنجليزية: Aryanization). صُفيت نحو 6,300 شركة مملوكة لليهود قبل عام 1942، وحُولت 600 شركة للملكية الألمانية. جرى جمع ما يقرب من 600 مليون فرنك بلجيكي من الأملاك، وهو أقل بكثير مما كان متوقعًا.
أصدرت الإدارة العسكرية في الفترة ما بين 28 أكتوبر 1940 و 21 سبتمبر 1942 ما مجموعه 17 أمرًا ضد اليهود في المجمل.